# Grammy Awards de 2021
A 63.ª cerimônia anual do Grammy Awards foi realizada em 14 de março de 2021. A premiação reconheceu as melhores gravações, composições e artistas do ano de elegibilidade, 1º de setembro de 2019 a 31 de agosto de 2020. As indicações foram anunciadas em 24 de novembro de 2020, pelo presidente interino da academia, Harvey Mason Jr, por intermédio de uma transmissão ao vivo.

## Mudanças de categorias
Para o ano de 2020, a premiação anunciou diversas alterações em diferentes regras e categorias:
- A categoria Melhor Álbum Urbano Contemporâneo foi renomeada para Melhor Álbum de R&B Progressivo
- A categoria Melhor Performance de Rap ou Cantado foi renomeada para Melhor Performance de Rap Melódica
- A categoria de Melhor Álbum Pop Latino foi renomeada para Melhor Álbum de Pop ou Urban Latino; a categoria Melhor Álbum Latino de Alternativa, Rock ou Urban foi renomeada para Melhor Álbum Latino de Rock ou Alternativa
- A categoria de Melhor Álbum de Música do Mundo foi renomeada para Melhor Álbum de Música Global[5]
- A exigência de um número máximo de lançamentos musicais foi removida dos critérios da categoria de Artista Revelação[6]

## Performances

### Pré-cerimônia
Os artistas foram anunciados em 2 de março de 2021. Todas as performances foram pré-gravadas.
| Artista(s) | Canção(es)                                           | Apresentado por |
| --- | ---------------------------------------------------- | --------------- |
| Afro-Peruvian Jazz Orchestra Thana Alexa John Beasley Camilo Regina Carter Alexandre Desplat Bebel Gilberto Lupita Infante Sarah Jarosz Mykal Kilgore Ledisi Mariachi Sol De Mexico PJ Morton Gregory Porter Grace Potter Gustavo Santaolalla Anoushka Shankar Kamasi Washington | Tributo a Marvin Gaye "Mercy Mercy Me (The Ecology)" | Harvey Mason Jr |
| Lido Pimienta | "Eso Que Tú Haces"                                   | Jhené Aiko      |
| Igor Levit | Piano Sonata No. 14                                  | Jhené Aiko      |
| Jimmy "Duck" Holmes | "Catfish Blues"                                      | Jhené Aiko      |
| Terri Lyne Carrington + Social Science | "Trapped in the American Dream"                      | Jhené Aiko      |
| Rufus Wainwright | "Hatred"                                             | Jimmy Jam       |
| Poppy | "Eat"                                                | Jhené Aiko      |
| Burna Boy | Medley: "Level Up" "Onyeka" "Ye"                     | Jhené Aiko      |

### Cerimônia
| Artista(s)                                                           | Canção(es) | Apresentado por |
| -------------------------------------------------------------------- | --- | --------------- |
| Harry Styles                                                         | "Watermelon Sugar" | Trevor Noah     |
| Billie Eilish Finneas                                                | "Everything I Wanted" | Trevor Noah     |
| Haim                                                                 | "The Steps" | Trevor Noah     |
| Black Pumas                                                          | "Colors" | Trevor Noah     |
| DaBaby Roddy Ricch Anthony Hamilton                                  | "Rockstar" | Trevor Noah     |
| Bad Bunny Jhay Cortez                                                | "Dakiti" |                 |
| Dua Lipa                                                             | Medley: "Levitating" (com part. de DaBaby) "Future Nostalgia" (apenas dançando) "Don't Start Now" | Trevor Noah     |
| Silk Sonic                                                           | "Leave the Door Open" | Trevor Noah     |
| Taylor Swift Jack Antonoff Aaron Dessner                             | Medley: "Cardigan" August" Willow" | Trevor Noah     |
| Silk Sonic Lionel Richie Brandi Carlile Brittany Howard Chris Martin | Em memória: "Long Tall Sally" "Good Golly Miss Molly" (Silk Sonic, tributo a Little Richard) "Lady" (Lionel Richie, tributo a Kenny Rogers) "I Remember Everything" (Brandi Carlile, tributo a John Prine) "You'll Never Walk Alone" (Brittany Howard e Chris Martin (piano), tributo a Gerry Marsden) | Trevor Noah     |
| Mickey Guyton                                                        | "Black Like Me" | Trevor Noah     |
| Miranda Lambert                                                      | "Bluebird" | Mickey Guyton   |
| Maren Morris John Mayer                                              | "The Bones" | Miranda Lambert |
| Megan Thee Stallion Cardi B                                          | "Body" (Megan Thee Stallion, apenas dançando) "Savage Remix" (Megan Thee Stallion, com vocais de arquivo de Beyoncé) "Up" (Cardi B) "WAP" (incluindo o remix funk de Pedro Sampaio) | Trevor Noah     |
| Post Malone                                                          | "Hollywood's Bleeding" | Trevor Noah     |
| Lil Baby Tamika Mallory Killer Mike                                  | "The Bigger Picture" | Trevor Noah     |
| Doja Cat                                                             | "Say So" | Trevor Noah     |
| BTS                                                                  | "Dynamite" | Trevor Noah     |
| Roddy Ricch                                                          | "Heartless" "The Box" | Trevor Noah     |

## Vencedores e indicados
De acordo com a página oficial da premiação.

### Geral
| Gravação do Ano (apresentado por Ringo Starr) - "Everything I Wanted" – Billie Eilish - "Black Parade" – Beyoncé - "Colors" – Black Pumas - "Rockstar" – DaBaby (com part. de Roddy Ricch) - "Say So" – Doja Cat - "Don't Start Now" – Dua Lipa - "Circles" – Post Malone - "Savage" – Megan Thee Stallion (com part. de Beyoncé) | Álbum do Ano (apresentado por Candice Fox) - Folklore – Taylor Swift - Chilombo – Jhené Aiko - Black Pumas (Deluxe Edition) – Black Pumas - Everyday Life – Coldplay - Djesse Vol. 3 – Jacob Collier - Women in Music Pt. III – Haim - Future Nostalgia – Dua Lipa - Hollywood's Bleeding – Post Malone |
| Canção do Ano (apresentado por Trevor Noah) - "I Can't Breathe" – H.E.R. - "Black Parade" – Beyoncé - "The Box" – Roddy Ricch - "Cardigan" – Taylor Swift - "Circles" – Post Malone - "Don't Start Now" – Dua Lipa - "Everything I Wanted – Billie Eilish - "If the World Was Ending" – JP Saxe (com part. de Julia Michaels)     | Artista Revelação (apresentado por Lizzo) - Megan Thee Stallion - Ingrid Andress - Phoebe Bridgers - Chika - Noah Cyrus - D Smoke - Doja Cat - Kaytranada |

### Pop
| Melhor Performance Pop Solo (apresentado por Rachelle Erratchu) - "Watermelon Sugar" – Harry Styles - "Yummy" – Justin Bieber - "Say So" – Doja Cat - "Everything I Wanted" – Billie Eilish - "Don't Start Now" – Dua Lipa - "Cardigan" – Taylor Swift      | Melhor Performance Pop de Grupo/Dupla - "Rain On Me" – Lady Gaga & Ariana Grande - "Un Dia (One Day)" – J Balvin, Dua Lipa, Bad Bunny & Tainy - "Intentions" – Justin Bieber ft. Quavo - "Dynamite" – BTS - "Exile" – Taylor Swift ft. Bon Iver |
| Melhor Álbum Vocal de Pop Tradicional - American Standard – James Taylor - Blue Umbrella – (Burt Bacharach &) Daniel Tashian - True Love: A Celebration of Cole Porter – Harry Connick, Jr. - Unfollow the Rules– Rufus Wainwright - Judy – Renée Zellweger | Melhor Álbum Vocal de Pop (apresentado por Jhené Aiko e Jacob Collier) - Future Nostalgia – Dua Lipa - Changes – Justin Bieber - Chromatica – Lady Gaga - Fine Line – Harry Styles - Folklore – Taylor Swift                                    |

### Dance/Eletrônica
| Melhor Gravação de Dance - 10% – Kaytranada (com part. de Kali Uchis) - On My Mind – Diplo & Sidepiece - y High – Disclosure, Aminé & Slowthai - The Difference – Flume (com part. de Toro y Moi) - Both of Us – Jayda G | Melhor Álbum de Dance/Eletrônica - "Bubba" – Kaytranada - "Kick I" – Arca - "ENERGY" – Disclosure - "Planet's Mad" – Baauer - "Good Faith" – Madeon |

### Música Instrumental Contemporânea
| Melhor Álbum Instrumental Contemporâneo - Live at the Royal Albert Hall - Snarky Puppy - AXIOM - Christian Scott - Chronology Of A Dream: Live At The Village Vanguard - Jon Bastite - "Take The Stairs" - Black Violin - Americana - Grégorie Maret, Romain Collin & Bill Frisell |

### Rock
| Melhor Performance de Rock - "Shameika" – Fiona Apple - "Not" – Big Thief - "Kyoto" – Phoebe Bridgers - "The Step" – Haim - "Stay High" – Brittany Howard - "Daylight" – Grace Potter | Melhor Performance de Metal - "Bum-Rush" – Body Count - "Underneath" – Code Orange - "The In-Between" – In This Moment - "Bloodmoney" – Poppy - "Executioner's Tax (Swing of the Axe) – Live" – Power Trip |
| Melhor Canção de Rock - "Stay High" – Brittany Howard - "Kyoto" – Phoebe Bridgers - "Lost in Yesterday" – Tame Impala - "Not" – Big Thief - "Shameika" – Fiona Apple                  | Melhor Álbum de Rock - The New Abnormal – The Strokes - A Hero's Death – Fontaines D.C. - Kiwanuka – Michael Kiwanuka - Daylight – Grace Potter - Sound & Fury – Sturgill Simpson                          |

### Alternativa
| Melhor Álbum de Música Alternativa - Fetch The Bolt Cutters - Fiona Apple - Hyperspace - Beck - Punisher - Phoebe Bridgers - Jaime - Brittany Howard - The Slow Rush - Tame Impala |

### R&B
| Melhor Performance de R&B (apresentado por Babyface e Jimmy Jam) - "Black Parade" - Beyoncé - "Lightning & Thunder" - Jhené Aiko com part. de John Legend - "All I Need" - Jacob Collier com part. de Mahalia & Ty Dolla Sign - "Goat Head" - Brittany Howard - "See Me" - Emily King | Melhor Performance de R&B Tradicional - "Anything For You" - Ledisi - "Sit On Down" - The Baylor Project com Jean Baylor & Marcus Baylor - "Wonder What She Thinks Of Me" - Chloe X Halle - "Let Me Go" - Mykal Kilgore - "Distance" - Yebba |
| Melhor Canção de R&B - "Better Than I Imagined" - Robert Glasper - "Black Parade" - Beyoncé - "Collide" Tiana Major9 & EarthGang - "Do It" - Chloe X Halle - "Slow Down" - Skip Marley & H.E.R.                                                                                       | Melhor Álbum de R&B Progressivo - It Is What It Is - Thundercat - Chilombo - Jhené Aiko - Ungodly Hour - Chloe X Halle - Free Nationals - Free Nationals - F*** Yo Feelings - Robert Glasper                                                 |
| Melhor Álbum de R&B - Bigger Love - John Legend - Happy 2 Be Here - Ant Clemons - Take Time- Giveon - To Feel Loved - Luke James - All Rise - Gregory Petter | |

### Rap
| Melhor Performance de Rap - "Savage" – Megan Thee Stallion (com part. de Beyoncé) - "Dior" – Pop Smoke - "Deep Reverence" – Big Sean & Nipsey Hussle - "BOP" – DaBaby - "Whats Poppin" – Jack Harlow - "The Bigger Picture" – Lil Baby                                                          | Melhor Performance de Rap Melódico (apresentado por Trevor Noah) - Lockdown – Anderson Paak - "Highest in the Room" – Travis Scott - "Laugh Now Cry Later" – Drake & Lil Durk - "ROCKSTAR" – DaBaby & Roddy Ricch - "The Box" – Roddy Ricch |
| Melhor Canção de Rap (apresentado por Billy "Mr. Apollo" Mitchell) - "Savage" – Megan Thee Stallion (com part. de Beyoncé) - "The Bigger Picture" – Lil Baby - "The Box" – Roddy Ricch - "Laugh Now Cry Later" – Drake (com part. de Lil Durk) - "ROCKSTAR" – DaBaby (com part. de Roddy Ricch) | Melhor Álbum de Rap - King's Disease – Nas - ALFREDO – Freddie Gibbs & The Alchemist - Black Habits – D Smoke - A Written Testimony – Jay Electronica - The Allegory – Royce da 5'9"                                                        |

### Country
| Melhor Performance Solo de Country - "When My Amy Prays" – Vince Gill - "Stick That in Your Country Song" – Eric Church - "Who You Though I Was" – Brandy Clark - "Bluebird" – Miranda Lambert - "Black Like Me" – Mickey Guyton | Melhor Performance Country de Dupla/Grupo - "10,000 Hours" – Dan + Shay & Justin Bieber - "All Night" – Brothers Osborne - "Ocean" – Lady A - "Sugar Coat" – Little Big Town - "Some People Do" – Old Dominion |
| Melhor Canção de Country - "Crowded Table" – The Highwomen - "Bluebird" – Miranda Lambert - "The Bones" – Maren Morris - "More Hearts Than Mine" – Ingrid Andress - "Some People Do" – Old Dominion                              | Melhor Álbum de Country (apresentado por JT Gray) - Wildcard – Miranda Lambert - Lady Like – Ingrid Andress - Your Life Is a Record – Brandy Clark - Nightfall – Little Big Town - Never Will – Ashley McBryde |

### New Age
| Melhor Álbum New Age - More Guitar Stories - Jim "Kimo" West - Songs From The Bardo - Laurie Anderson, Tenzin Choegyal & Jesse Paris Smith - Periphery - Priya Darshini - Form/Less - Superposition - Meditations - Cory Wong & Jon Bastite |

### Jazz
| Melhor Improviso Solo de Jazz - "All Blues" - Chick Corea, solista - "Guinnevere" - Christian Scott, solista - "Pachamana" - Regina Carter, solista - "Celia" - Gerald Clayton, solista - "Moe Honk" - Joshua Redman, solista                                                                                                   | Melhor Álbum Vocal de Jazz - Secrets Are The Best Stories - Kurt Eiling com Danilo Pérez - ONA - Thana Alexa - Modern Ancestors - Carmen Lundy - Holy Room: Live At Alte Oper - Somi com Frankfurt Radio Big Band - What's The Hurry" - Kenny Washington |
| Melhor Álbum Instrumental de Jazz - Trilogy 2 - Chick Corea, Christian McBride & Brian Blade - On The Tender Spot Of Every Calloused Moment - Ambrose Akinmusire - Waiting Game - Terri Lyne Carrington & Social Science - Happening: Live At The Village Vanguard - Gerlad Clayton - RoundAgain - Redman Mehldau McBride Blade | Melhor Álbum de Grande Conjunto de Jazz - Data Lords - Maria Schneider Orchestra - Dialogues On Race - Gregg August - MONK’estra Plays John Beasley - John Beasley’s MONK’estra - The Intangible Between - Orrien Evans e The Captain Black Big Band - Songs You Like A Lot - John Hollenbeck com Theo Bleckmann, Kate McGarry, Gary Versace e The Frankfurt Radio Big Band |
| Melhor Álbum de Jazz Latino - Four Questions - Arturo O'Farrill & The Afro Latin Jazz Orchestra - Tradiciones - Afro-Peruvian Jazz Orchestra - City Of Dreams - Chico Pinheiro - Viento Y Tiempo: Live At Blue Note Tokyo - Gonzalo Rubalcaba & Aymée Nuviola - Trane's Delight - Poncho Sanchez                                | |

### Gospel/Música Cristã Contemporânea
| Melhor Performance/Canção Gospel - "Movin' On" - Jonathan McReynalds & Mali Music - "Wonderful Is Your Name" - Melvin Crispell III - "Release (Live)" - Ricky Dillard com Tiff Joy - "Come Together" - Rodney Jerkins - "Won't Let Go Travis Greene            | Melhor Performance/Canção de Música Cristã Contemporânea - "There Was Jesus" - Zach Williams & Dolly Parton - "The Blessing (Live)" - Kari Jobe, Cody Carnes & Elevation Worship - "Sunday Morning" - Lecrae com Kirk Franklin - "Holy Water" - We The Kingdom - "Famous For (I Believe)" - Tauren Wells com Jenn Johnson |
| Melhor Álbum Gospel - Gospel According To PJ - PJ Morton - 2econd Wind: Ready - Anthony Brown & group therAPy - My Tribute - Myron Butler - Choirmaster - Ricky Dillard - Kierra -- Kierra Sheard                                                              | Melhor Álbum de Música Cristã Contemporânea - Jesus Is King - Kanye West - Run To The Father - Cody Carnes - All Of My Best Friends - Hillsong Young & Free - Holy Water - We The Kingdom - Citizen Of Heaven - Tauren Wells                                                                                              |
| Melhor Álbum de Gospel Raiz - Celebrating Fisk! (The 150th Anniversary Album) - Fisk Jubilee Singers - Beautiful Day - Mark Bishop - 20/20 - The Crabb Family - What Christmas Really Means - The Erwins - Something Beautiful - Ernie Haase & Signature Sound | |

### Latina
| Melhor Álbum de Pop Latino ou Urbano - YHLQMDLG - Bad Bunny - Por Primera Vez - Camilo - Mesa Para Dos - Kany García - Pausa - Ricky Martin - 3:33 - Debi Nova | Melhor Álbum de Rock Latino ou Alternativo - Aura - Bajofondo - Monstruo - Cami - Sobrevolando - Cultura Profética - Miss Colombia - Lido Pimienta                                                                                   |
| Melhor Álbum de Música Regional Mexicana (Incluindo Tejano) - Un Canto Por México, Vol. 1 - Natalia Lafourcade - Hecho En México - Alejandro Fernández - La Serenata - Lupita Infante - Bailando Sones Y Huapangos Con Mariachi Sol De Mexico De Jose Hernandez - Mariachi Sol De Mexico De Jose Hernandez - AYAYAY! - Christian Nodal | Melhor Álbum de Música Tropical Latina - 40 - Grupo Niche - Mi Tumbao - José Alberto "El Ruiseñor" - Infinito - Edwin Bonilla - Sigo Cantando Al Amor (Deluxe) - Jorge Celedon & Sergio Luis - Memorias De Navidad - Víctor Manuelle |

### Música de Raízes Americanas
| Melhor Performance de Música de Raízes Americanas - "I Remember Everything" - John Prine - "Colors" - Black Pumas - "Deep In Love" - Bonny Light Horseman - "Short And Sweet" - Brittany Howard - "I'll Be Gone" - Norah Jones & Mavis Staples | Melhor Canção de Raízes Americanas - "I Remember Everything" - Patt McGLaughlin & John Prine - "Cabin" - Laura Rogers & Lydia Rogers - "Ceiling To The Floor" - Sierra Hull & Kai Welch - "Hometown" - Sarah Jarosz - "Man Without A Soul" - Tom Overby & Lucinda Williams                |
| Melhor Álbum de Americana - World On The Ground - Sarah Jarosz - Old Flowers - Courtney Marie Andrews - Terms Of Surrender - His Golden Messenger - El Dorado - Marcus King - Good Soul Better Angels - Lucinda Williams                       | Melhor Álbum de Bluegrass - Home - Billy Strings - Man On Fire - Danny Barners - To Live In Two Worlds, Vol. 1 - Thomm Jutz - North Carolina Songbook - Steep Canyon Rangers - The John Hartford Fiddle Tune Project, Vol. 1 - Vários artistas                                            |
| Melhor Álbum de Blues Tradicional - Rawer Than Raw - Bobby Rush - All My Dues Are Paid - Frank Bey - You Make Me Feel - Don Bryant - That's What I Heard - Robert Cray Band - Cypress Groove" - Jimmy Holmes                                   | Melhor Álbum de Blues Contemporâneo - Have You Lost Your Mind Yet? - Fantastic Negrito - Live At The Paramount - Ruthie Foster Big Band - The Juice - G. Love - Blackbirds - Bettye LaVette - Up And Rolling - North Mississippi Allstars                                                 |
| Melhor Álbum de Folk - All The Good Times - Gillian Welch & David Rawlings - Bonny Light Horseman - Bonny Light Horseman - Thanks For The Dance - Leonard Cohen - Song For Our Daughter - Laura Marling - Saturn Return - The Secret Sisters   | Melhor Álbum de Música Regional - Atmosphere - New Orleans Nightcrawlers - My Relatives "Nikso Kowaiks" - Black Lodge Singers - Cameron Dupuy And The Cajun Troubadours - Cameron Dupuy And The Cajun Troubadours - Lovely Sunrise - Nā Wai ʽEhā - A Tribute To Al Berard - Sweet Cecilia |

### Reggae
| Melhor Álbum de Reggae - Got To Be Tough - Toots & the Maytals - Upside Down 2020 - Buju Banton - Higher Place - Skip Marley - It All Comes Back To Love - Maxi Priest - One World - The Wailers |

### Música Internacional
| Melhor Álbum de Música Internacional - Twice As Tall - Burna Boy - Fu Chronicles - Antibalas - Agora - Bebel Gilberto - Love Letters - Anoushka Shankar - Amadjar - Tinariwen |

### Infantil
| Melhor Álbum de Música Infantil - All The Ladies - Joanie Leeds - Wild Life - Justin Roberts |

### Recitação
| Melhor Álbum de Recitação (incluindo poesia, audiobooks e narrativa) - Blowout: Corrupted Democracy, Rogue State Russia, And The Richest, Most Destructive Industry On Earth - Rachel Maddow - Acid For The Childrer: A Memoir - Flea - Alex Trebek - The Answer Is... - Ken Jennings - Catch And Kill - Ronan Farrow - Charlotte's Web (E. B. White) - Meryl Streep (& Elenco completo) |

### Comédia
| Melhor Álbum de Comédia - Black Mitzvah - Tiffany Haddish - I Love Everhthing - Patton Oswalt - The Pale Tourist - Jim Gaffigan - Paper Tiger - Bill Burr - 23 Hours To Kill - Jerry Seinfeld |

### Música Teatral
| Melhor Álbum de Música Teatral - Jagged Little Pill - Kathryn Gallagher, Celia Rose Gooding, Lauren Patten & Elizabeth Stanley, principais solistas - Amélie - Audrey Brisson, Chris Jared, Caolan McCarthy & Jez Unwin, principais solistas - American Utopia On Broadway - David Byrne (Elenco original) - Little Shop Of Horrors - Tammy Blanchard, Jonathan Groff & Tom Alan Robins, principais solistas - The Prince Of Egypt - Christine Allado, Luke Brady, Alexa Khadime & Liam Tamne, principais solistas - Soft Power - Francis Jue, Austin Ku, Alyse Alan Louis & Conrad Ricamora, principais solistas |

### Música para Mídia Visual
| Melhor Compilação para Mídia Visual - Jojo Rabbit – Vários artistas - A Beautiful Day in the Neighborhood – Vários artistas - Bill & Ted Face the Music – Vários artistas - Eurovision Song Contest: The Story of Fire Saga – Vários artistas - Frozen II – Vários artistas | Melhor Trilha Orquestrada de Mídia Visual - Joker – Hildur Guðnadóttir, compositor - Ad Astra – Max Richter, compositor - Becoming – Kamasi Washington, compositor - 1917 – Thomas Newman, compositor - Star Wars: The Rise of Skywalker – John Williams, compositor |
| Melhor Canção Escrita para Mídia Visual - "No Time to Die" (007 - Sem Tempo para Morrer) – Billie Eilish e Finneas O'Connell - "Beautiful Ghosts" (Cats) – Andrew Lloyd Webber e Taylor Swift - "Carried Me with You" (Onward) – Brandi Carlile, Phil Hanseroth e Tim Hanseroth - "Into the Unknown" (Frozen II) – Kristen Anderson-Lopez e Robert Lopez - "Stand Up" (Harriet) – Joshuah Brian Campbell e Cynthia Erivo | |

### Histórico
| Melhor Álbum Histórico - It's Such A Good Feeling: The Best Of Mister Roggers - Lee Lodyga & Cherryl Pawelski, produtores de compilação - Celebraed, 1895-1896 - Meagan Hennessey & Richard Martin, produtores de compilação - Hittin' The Ramp: The Early Years (1936-1943) - Zev Feldman, Will Friedwald & George Klabin, produtores de compilação - 1999 Super Deluxe Edition - Trevor Guy, Michael Howe & Kirk Johnson, produtores de compilação - Souvenir - Carolyn Agger, produtora de compilação - Throw Down Your Heart: The Complete Africa Sessions - Béla Fleck, produtor de compilação |

### Videoclipe/Filme
| Melhor Videoclipe - "Brown Skin Girl" - Beyoncé, Blue Ivy & WizKid - "Life Is Good" - Future com Drake - "Lockdown" - Anderson Paak - "Adore You" - Harry Styles - "Goliath" - Woodkid | Melhor Filme Musical - "Linda Ronstadt: The Sound Of My Voice" - Linda Ronstadt - "Beastie Boys Story" - Beastie Boys - "Black Is King" - Beyoncé - "We Are Freestyle Love Supreme" - Freestyle Love Supreme - "That Little Ol'Band From Texas" - ZZ Top |